# رضوفة شخصية
الرَّضوفَةُ الشَّخْصِيَّة أو بقة الصياد المقنعة (الاسم العلمي:Reduvius personatus) هي نوع من الحشرات تتبع جنس الرضوفة من فصيلة الرضوفية.